# Niningérite
La niningérite est un minéral constitué de sulfure de magnésium (MgS), mais dans lequel le magnésium est partiellement substitué par du fer et du manganèse. C'est le pôle magnésien de la keilite (en).
Elle a été découverte dans des météorites de type chondrite à enstatite, et  nommée d'après le chasseur de météorites Harvey H. Nininger (en).